# South Ogden
South Ogden je město v okresu Weber County ve státě Utah ve Spojených státech amerických. K roku 2000 zde žilo 14 377 obyvatel. S celkovou rozlohou 9,5 km² byla hustota zalidnění 1 512,4 obyvatel na km².